# Gare du Nord (Parijs)
Het Gare du Nord (soms ook station Paris-Nord, Nederlands Noordstation), is een van de zeven grote kopstations in de Franse hoofdstad Parijs. Met een kleine 300 miljoen reizigers per jaar is dit het drukste spoorwegstation van de SNCF en, op ruime afstand van de drukke Japanse stations, een van de drukste ter wereld. Het wordt gebruikt voor treinen uit het noorden van de regio Île-de-France, uit Hauts-de-France, uit België, Nederland en het Verenigd Koninkrijk, zowel voor klassieke treinen (TER en RER) als voor hogesnelheidstreinen.

## Geschiedenis
Het eerste station 'Paris-Nord' (Parijs-Noord) werd gebouwd in opdracht van de Chemin de Fer du Nord. Het werd op 14 juni 1846 geopend, tegelijk met de ingebruikname van de spoorlijn Parijs–Amiens–Rijsel van deze spoorwegmaatschappij. Al snel bleek het station te klein. Het werd in 1860 gesloopt om ruimte te maken voor het huidige station. De originele voorgevel werd verplaatst naar het station Lille Flandres in Rijsel.
Aan het nieuwe station, een ontwerp van architect Jacques Hittorff, werd gebouwd tussen mei 1861 en december 1865, maar het station werd al geopend in 1864. De rijkelijk geornamenteerde façade werd ontworpen rond een triomfboog met 23 standbeelden voor alle 23 steden die de Chemin de Fer du Nord bediende. Acht van de negen grootste beelden, die het gebouw bekronen langs de kroonlijst, illustreren bestemmingen buiten Frankrijk, met in het midden de negende figuur van Parijs. Veertien bescheidener beelden van Noord-Europese steden staan lager op de gevel. De bestemmingen met hun beeldhouwers zijn:
- Londen en Wenen door Jean-Louis Jaley
- Brussel en Warschau door François Jouffroy
- Amsterdam door Charles Gumery
- Frankfurt door Gabriel-Jules Thomas
- Berlijn door Jean-Joseph Perraud
- Keulen door Mathurin Moreau
- Parijs, Boulogne en Compiegne van Pierre-Jules Cavelier
- Arras en Laon van Théodore-Charles Gruyère
- Rijsel en Beauvais van Charles-François Lebœuf
- Valenciennes en Calais van Philippe Joseph Henri Lemaire
- Rouen en Amiens door Eugène-Louis Lequesne
- Douai en Duinkerke van Gustave Crauck
- Cambrai en Saint-Quentin door Auguste Ottin

Ook het nieuwe station bleek te klein. Nadat in 1884 al vijf extra sporen waren toegevoegd, werd in 1889 het interieur geheel vernieuwd en werd aan de oostzijde een deel aangebouwd voor de lijnen naar Parijse voorsteden. Tussen de jaren dertig en zestig werd het station verder uitgebreid.
Vanaf 1906 beschikt het station over metrostation Gare du Nord. Aanvankelijk alleen voor lijn 4 naar het zuiden van Parijs, en vanaf 1908 ook voor lijn 5 die een verbinding geeft met Gare de l'Est en Gare d'Austerlitz. Metrostation La Chapelle van lijn 2 is door een voetgangerstunnel met het station verbonden. Er is ook een voetgangerstunnel naar station Magenta van de RER E. Verder is in de toekomst nog een voetgangerstunnel naar het nabijgelegen Gare de l'Est voorzien.

## Gebruik
Het Parijse Gare du Nord dankt zijn betekenis vooral aan het gebruik van de SNCF, de Franse spoorwegen. Het complex wordt daarnaast gebruikt door de RER, de spoorwegen in de regio van Parijs, de metro en de bus.
Paris Nord is het eindpunt van de Eurostar Red-treinen uit Amsterdam Centraal, Brussel-Zuid, Brussels Airport-Zaventem en Köln Hbf, de Eurostar Blue uit Londen en de meeste treinen uit Noord-Frankrijk.
Vanuit het station vertrekken dagelijks zo’n 38 internationale hogesnelheidstreinen: 15 Eurostars naar Londen en 20 Eurostars naar Brussel en verder naar Amsterdam of Keulen/Dortmund.
Het station bestaat uit drie overkappingen over de perrons van de SNCF en een gebouw van de RER. Van deze overkappingen is die van de HSL-lijnen de grootste. Achter de façade is een grote stationshal, waarin passagiers hun weg naar de goede verbinding zoeken. Vanuit deze hal gaan trappen naar beneden, naar het metrostation en het station van de RER die onder het Gare du Nord liggen. Naast het Gare du Nord ligt nog een busstation van een aantal buslijnen. De opstaphalte voor taxi's is aan de westelijke zijkant in de Rue de Compiègne.

## Bedieningsgebied

Bedieningsgebieden van de Parijse kopstations
----

## Spoorindeling
- Spoor 1 en 2: niet toegankelijk.
- Spoor 3 tot 6: Eurostar naar Londen via de Kanaaltunnel. De perrons zijn volledig afgesloten van de rest van het station. Doordat Groot-Brittannië geen deel uitmaakt van de Schengenlanden moet men eerst door de paspoortcontrole. Vanwege vrij verkeer van goederen, maakt een douanecontrole in principe geen onderdeel uit van de controle, maar wordt integraal soms wel toegepast.
- Spoor 7 en 8: Eurostar Red naar België, Nederland, en Duitsland.
- Spoor 9 en 10: TGV Nord.
- Spoor 10 t/m 19 Regionale TER-treinen.
- Spoor 30 tot 40: Transilien-voorstadstreinen.
- Spoor 41 tot 44 (ondergronds) : RER-station.

Op het einde van een aantal TER-sporen is er een wissel voor het stootblok, zodat een locomotief kan ontkoppelen, de wissel inrijden en keren, terwijl de rijtuigen blijven staan.

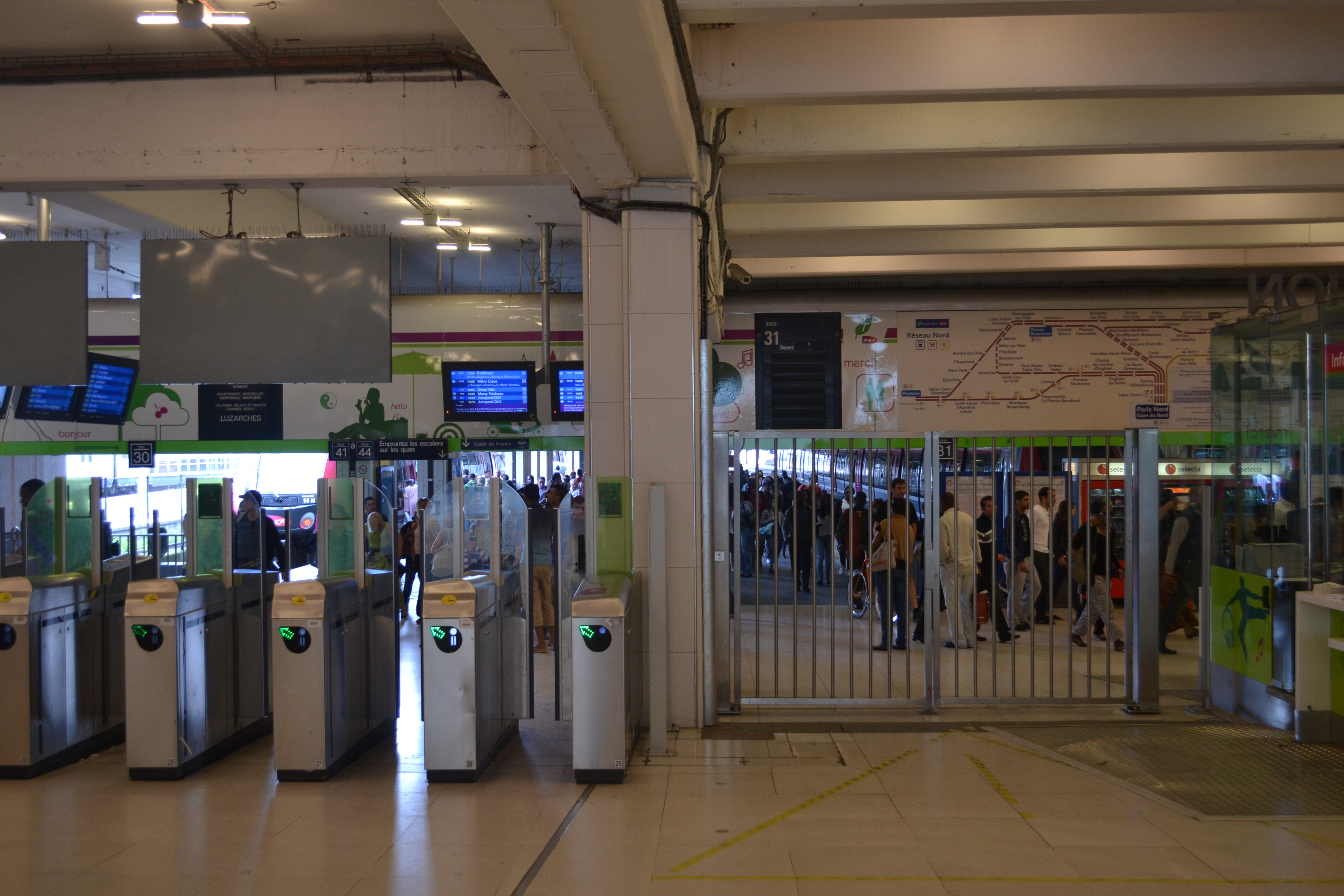
Toegang tot het Transilien-gedeelte van het station.

## Treindienst
| Serie         | Treinsoort          | Route | Bijzonderheden                                              |
| ------------- | ------------------- | --- | ----------------------------------------------------------- |
| C 10          | TER (SNCF)          | Paris-Nord – Creil – Longueau – Amiens |                                                             |
| C 11          | TER (SNCF)          | Paris-Nord – Creil – Saint-Just-en-Chaussée |                                                             |
| C 13          | TER (SNCF)          | Paris-Nord – Creil – Compiègne |                                                             |
| K 10          | TER (SNCF)          | Paris-Nord – Creil – Clermont-de-l'Oise – Saint-Just-en-Chaussee – Longueau – Amiens |                                                             |
| K 13          | TER (SNCF)          | Paris-Nord – Compiègne – Saint-Quentin – [ Busigny – Caudry – Cambrai ] / [ Le Cateau – Aulnoye-Aymeries – Maubeuge ] |                                                             |
| Eurostar 9000 | Eurostar (Eurostar) | [ Paris-Nord – ] / [ Marne-la-Vallée - Chessy – ] / [ Bourg-Saint-Maurice – ] London St Pancras | Vanaf Bourg-Saint-Maurice van december tot april.           |
| Eurostar 9300 | Eurostar (Eurostar) | Amsterdam Centraal – Schiphol Airport – Rotterdam Centraal – Antwerpen-Centraal – Brussel-Zuid – Paris-Nord | Via HSL. Diverse ritten alleen tussen Amsterdam en Brussel. |
| Eurostar 9400 | Eurostar (Eurostar) | Paris Nord – Brussel-Zuid – Luik-Guillemins – Aachen Hbf – Köln Hbf – Düsseldorf Hbf – Duisburg Hbf – Essen Hbf – Bochum Hbf – Dortmund Hbf                                                                                       | Vijf treinen per dag. Enkele treinen verder naar Dortmund.  |
| RER B         | RER (SNCF / RATP)   | [ Aéroport Charles de Gaulle 2 TGV – ] / [ Mitry - Claye – ] Paris-Nord – Bourg-la-Reine – [ Robinson ] / [ Antony – Palaiseau – Saint-Rémy-lès-Chevreuse ]                                                                       |                                                             |
| RER D         | RER (SNCF)          | Creil – Paris-Nord – Paris-Lyon – Villeneuve-Saint-Georges – [ Melun ] / [ Juvisy – [ Évry-Val-de-Seine – Corbeil-Essonnes ] / [ Évry - Courcouronnes Centre – Corbeil-Essonnes – [ Melun ] / [ Malesherbes ] ] ]                 |                                                             |
| Trans H       | Transilien (SNCF)   | [ Paris-Nord – Épinay - Villetaneuse – [ Montsoult - Maffliers – [ Luzarches ] / [ Persan - Beaumont ] ] / [ Ermont - Eaubonne – [ Pontoise ] / [ Persan - Beaumont ] ] ] / [ Pontoise – Valmondois – Persan - Beaumont – Creil ] |                                                             |
| Trans K       | Transilien (SNCF)   | Paris-Nord – Mitry - Claye – Crépy-en-Valois |                                                             |

| Richting                                                               | Vorige stop                         | Trein | Trein   | Trein | Volgende stop         | Richting                                |
| ---------------------------------------------------------------------- | ----------------------------------- | ----- | ------- | ----- | --------------------- | --------------------------------------- |
| Aéroport Charles de Gaulle 2 TGV B3 Mitry - Claye B5                   | La Plaine - Stade de France         |       | RER B   |       | Châtelet - Les Halles | Robinson B2 Saint-Rémy-lès-Chevreuse B4 |
| Creil D3 Orry-la-Ville - Coye D1                                       | Stade de France - Saint-Denis       |       | RER D   |       | Châtelet - Les Halles | Melun D2 (via Combs-la-Ville - Quincy)  |
| Goussainville D7 Villiers-le-Bel - Gonesse - Arnouville D5             | Stade de France - Saint-Denis       |       | RER D   |       | Châtelet - Les Halles | Corbeil-Essonnes D6 (via Ris-Orangis)   |
| Persan - Beaumont (via Ermont - Eaubonne) of Saint-Leu la-Foret        | Saint-Denis La Barre - Ormesson     |       | Trans H |       | Eindpunt              | Eindpunt                                |
| Persan - Beaumont (via Montsoult - Maffliers) of Montsoult - Maffliers | Saint-Denis Sarcelles - Saint-Brice |       | Trans H |       | Eindpunt              | Eindpunt                                |
| Pontoise (via Ermont - Eaubonne)                                       | Saint-Denis                         |       | Trans H |       | Eindpunt              | Eindpunt                                |
| Luzarches (via Montsoult - Maffliers)                                  | Saint-Denis                         |       | Trans H |       | Eindpunt              | Eindpunt                                |
| Crépy-en-Valois                                                        | Aulnay-sous-Bois                    |       | Trans K |       | Eindpunt              | Eindpunt                                |

## Afbeeldingen

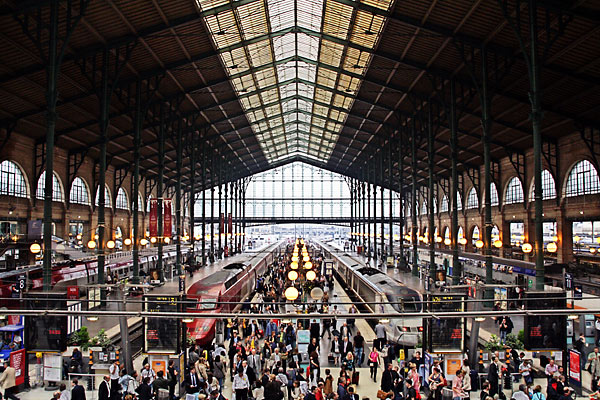
Stationshal
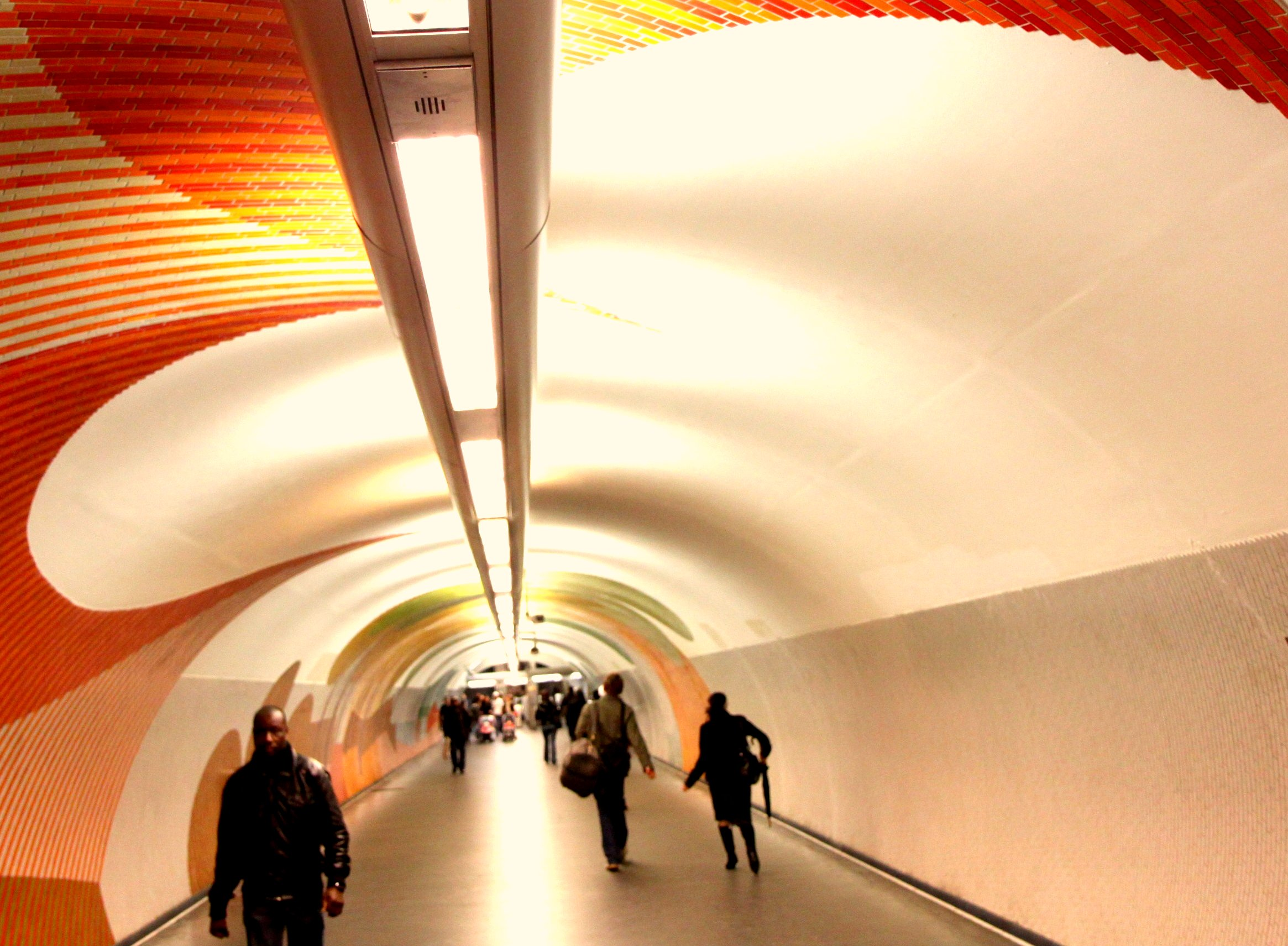
Tunnel van Gare du Nord naar Gare de la Chapelle
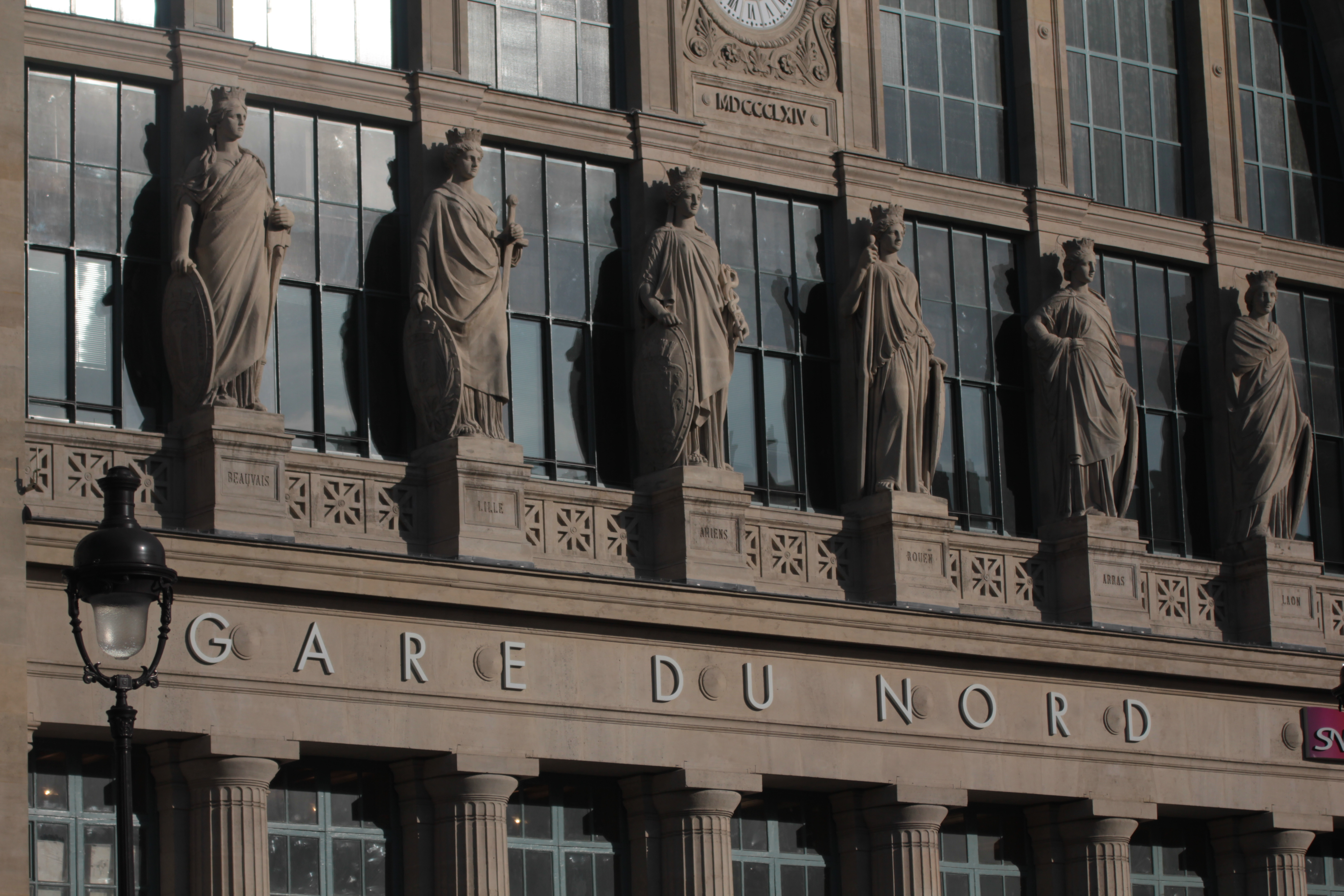
De hoofdingang in 2012
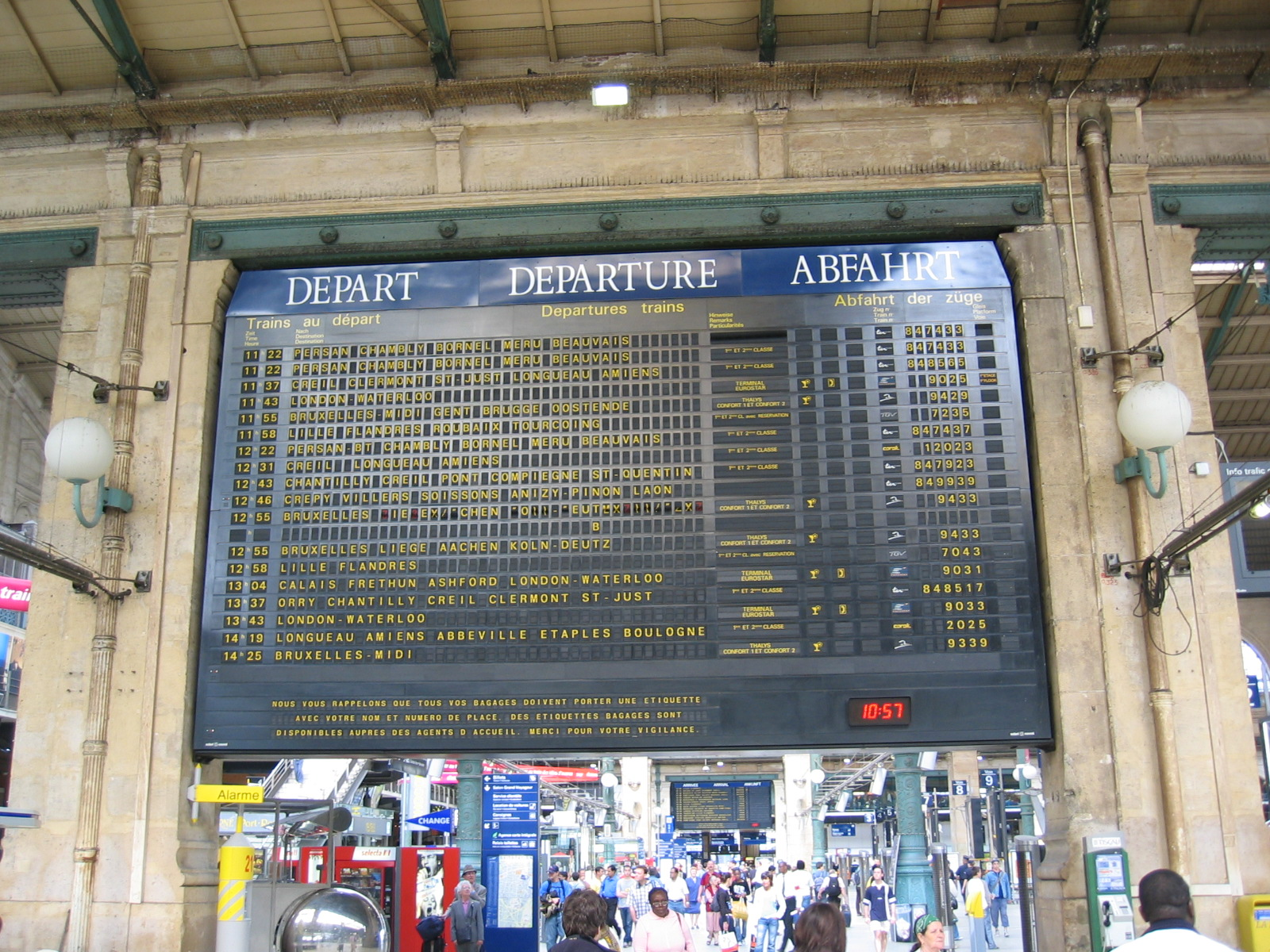
Vertrektijden van de grandes lignes
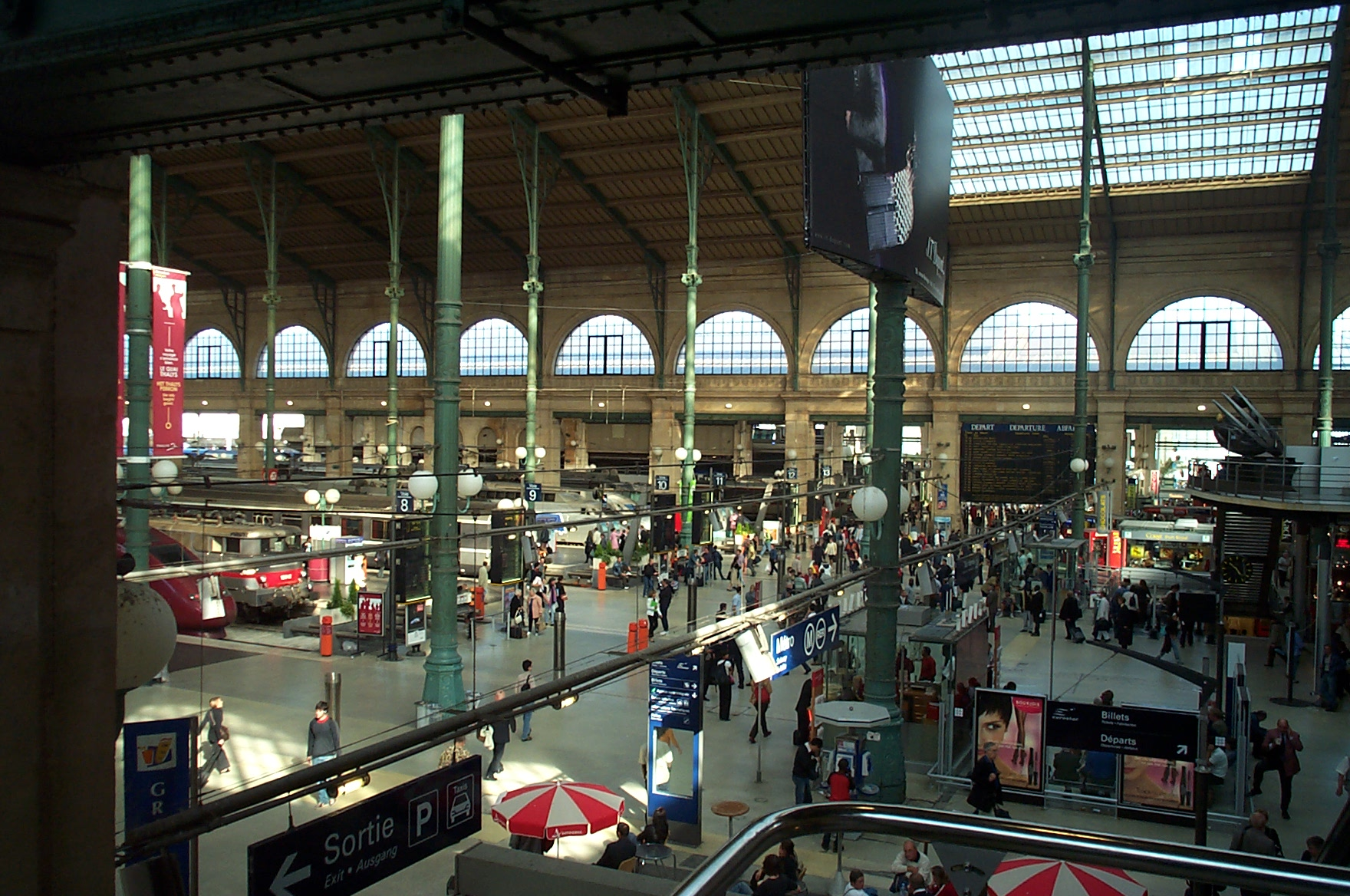
Zicht onder de overkapping

Paris-Nord ·
Pont-Marcadet ·
Stade de France - Saint-Denis ·
Saint-Denis ·
Pierrefitte - Stains ·
Garges - Sarcelles ·
Villiers-le-Bel - Gonesse - Arnouville ·
Goussainville ·
Les Noues ·
Louvres ·
Survilliers - Fosses ·
La Borne Blanche ·
Orry-la-Ville - Coye ·
Chantilly - Gouvieux ·
Creil ·
Laigneville ·
Liancourt - Rantigny ·
Clermont-de-l'Oise ·
Avrechy ·
Saint-Rémy-en-l'Eau ·
Saint-Just-en-Chaussée ·
Gannes ·
Chepoix ·
Breteuil-Embranchement ·
La Faloise ·
Ailly-sur-Noye ·
Dommartin - Remiencourt ·
Boves ·
Longueau ·
Lamotte-Brebière ·
Daours ·
Corbie ·
Heilly ·
Méricourt-Ribémont ·
Buire-sur-l'Ancre ·
Albert ·
Beaucourt-Hamel ·
Miraumont ·
Achiet ·
Courcelles-le-Comte ·
Boisleux ·
Arras ·
Rœux ·
Biache-Saint-Vaast ·
Vitry-en-Artois ·
Brebières-Sud ·
Corbehem ·
Douai ·
Pont-de-la-Deûle ·
Leforest ·
Ostricourt ·
Libercourt ·
Phalempin ·
Seclin ·
Wattignies-Templemars ·
Ronchin ·
Fives ·
Lille-Flandres
Gare d'Austerlitz · Gare de la Bastille (gesloopt) · Gare de Bercy · Gare de l'Est · Gare de Lyon · Gare Montparnasse · Gare du Nord · Gare d'Orsay (hergebruikt als museum) · Gare Saint-Lazare · Lijst van RER-stations
- Bibliothèque nationale de France: cb119643137 (data)
- Gemeinsame Normdatei: 4801985-9
- Nationale Bibliotheek van Israël: 987007292326705171
- Virtual International Authority File: 246308048